# Витень
Ви́тень (умер в 1316) — великий князь литовский с 1295 года. 
Стал великим князем после смерти своего отца Будивида. Старший брат Гедимина, а также, возможно, Воина и Фёдора.

## Правление
Согласно поздней и во многом недостоверной «Хронике Быховца», Витень был маршалом у Тройденя, владел в Жемайтии Эйраголой, принадлежал к гербу Колюмны.
В 1289 году Витень напал на Самландию, по приглашению тамошних жителей; магистр не осмеливался действовать против него открыто, и только тогда, когда литовцы возвращались домой, он нагнал и разбил их. В 1292 году Витень, по смерти Лютивера (именем которого, по некоторым известиям, он до тех пор действовал), становится единовластителем и начинает враждовать с Польшей. В 1294 году подавил восстание жемайтских феодалов, склонявшихся к союзу с Тевтонским орденом. 

### Союз с городом Ригой
Большим дипломатическим успехом Витеня был союз с городом Ригой. В 1297 году в Риге вспыхнула внутренняя война между архиепископом, рыцарями Ливонского ордена и бюргерами города. Воспользовавшись этим, Витень предложил свои услуги бюргерам города Рига и даже обещал принять христианство вместе со своими воинами-язычниками. Витень вторгся в пределы Ливонии, разрушил замок Каркус (Каркуз нем. Karkus) и разбил рыцарей в Турайдской битве, когда погибло 22 рыцаря во главе с ландмейстером Ливонии Бруно.
В 1312 году по просьбе немецких купцов города Новогрудок Витень через Ригу пригласил монахов-францисканцев. Он пообещал рижанам, что крестится и примет католичество, однако до этого так и не дошло.
Войска литовцев жили в так называемом «Литовском замке» за пределами Риги до 1313 года, когда бюргеры города отослали их домой и возложили охрану на рыцарей Ордена. Дружба с Ригой способствовала торговле и позволила Литовскому княжеству укрепиться в бассейне Даугавы.

### Борьба с тевтонским орденом
Витень вёл ожесточённую борьбу с Тевтонским орденом. Обеспечив таким образом безопасность Литовского княжества от Ливонского ордена, Витень в 1298—1313 году совершил 11 походов против Тевтонского ордена в Пруссии, иногда очень кровавых.
Поход Витеня на Орден в 1298 году был неудачным, его войско потеряло около 800 человек, при атаке князя на город Бродница было убито всё население города. 
В 1306 году Витень неудачно сражался с отрядом опустошавших Литву рыцарей.
Столкновения с Орденом продолжались почти ежегодно с переменным успехом, этому способствовал и тот факт, что в 1308 году Тевтонский орден захватил Померанию, и таким образом началась война Ордена с королевством Польским.

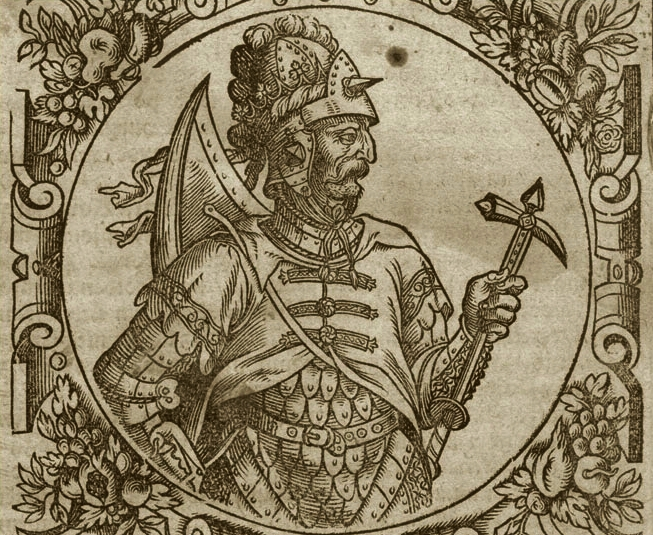
Портрет князя Витеня из "Описания европейской Сарматии"

В 1311 году опустошил Вармийское епископство так, что «не осталось ничего вне замков и укреплений»; на обратном пути, близ Растенбурга его разбивают рыцари. В 1311 году Витень вновь потерпел поражение в битве при Воплавках от великого комтура Тевтонского ордена Генриха фон Плоцке. В музее города Кентшин можно увидеть остатки боевых топоров и наконечники стрел, найденные на поле битвы. 
Затем в 1314 году он успешно отбил атаку Ордена на Гродно. В этом же году крестоносцы провели неудачный поход на Новогрудок. Витень вновь потерпел неудачу при осаде пограничной крепости Христмемель (лат. Christi Memela, Kyrsmemel, Kirsmomela). Это был его последний поход.

### Политика в восточном направлении
Более удачными были походы Витеня на восток. Литовская экспансия в сторону Руси наращивала обороты. Помимо военных походов, увеличивалось дипломатическое влияние. Велись сложные переговоры с Константинопольским патриархатом. Поскольку восточные славяне составляли весьма немалую часть населения Литовского княжества, Литва получила отдельного православного митрополита для них.
В 1307 году Витень присоединил Полоцкое княжество путём дипломатического соглашения.

## Смерть
По некоторым известиям он был убит Гедимином, по другим — мирно скончался и погребен с княжескими почестями. Согласно позднейшим летописям, Витень погиб в результате попадания молнии. Современные исследователи сомневаются в достоверности этих сведений. Точная дата и обстоятельства смерти Витеня остаются неизвестными.
Трон Витеня наследовал Гедимин, бывший его братом и соправителем. На тот момент в Великом княжестве Литовском порядок наследования определялся, в первую очередь, не родственной близостью, а тем, какое фактически положение было завоевано князем. Гедимин стал одним из величайших правителей в истории Литвы.